# Coppa Ronchetti 1982-1983
L'edizione 1982-1983 della Coppa europea Liliana Ronchetti è stata la dodicesima della seconda competizione europea per club di pallacanestro femminile organizzata dalla FIBA Europe. Si è svolta dal 3 novembre 1982 al 17 marzo 1983.
Vi hanno partecipato diciannove squadre. Il titolo è stato conquistato dal Budapest Sport Egyesület, in finale sullo Spartak Mosca.

## Ottavi di finale
| Squadra 1                | Totale  | Squadra 2            | Andata   | Ritorno  |
| ------------------------ | ------- | -------------------- | -------- | -------- |
| Menen-Hispona Frances    | 114-165 | A.S. Villeurbanne    | 62 - 94  | 52 - 71  |
| BMS Skovlunde            | 84-187  | Stade français       | 42 - 94  | 42 - 93  |
| Ment Thessaloniki        | 97-194  | ŽKK Crvena zvezda    | 48 - 103 | 49 - 91  |
| Clermont Club Universite | 119-127 | Lotus München        | 63 - 66  | 56 - 61  |
| Hapoel Haifa             | 143-211 | A.S. Montferrandaise | 78 - 110 | 65 - 101 |
| MTK                      | 120-144 | TJ Lokomotíva Košice | 64 - 65  | 56 - 79  |
| ZKK Vozdovac             | 147-150 | BSE Esma             | 75 - 76  | 72 - 74  |

## Gruppi quarti di finale

### Gruppo A
| Pos | Squadra              | G | V | P | PF  | PS  | DP   | Qualificazione              |       | BSE   | SSO   | MON    |
| --- | -------------------- | - | - | - | --- | --- | ---- | --------------------------- | ----- | ----- | ----- | ------ |
| 1   | BSE Esma             | 4 | 3 | 1 | 347 | 272 | +75  | Qualificata alle semifinali |       | —     | 86–65 | 100–55 |
| 2   | Spartak Sokolovo     | 4 | 3 | 1 | 345 | 297 | +48  |                             |       | 81–79 | —     | 111–67 |
| 3   | A.S. Montferrandaise | 4 | 0 | 4 | 258 | 381 | −123 |                             | 71–82 | 65–88 | —     |        |

### Gruppo B
| Pos | Squadra                | G | V | P | PF  | PS  | DP   | Qualificazione              |        | SMO   | TSB    | PGA    |
| --- | ---------------------- | - | - | - | --- | --- | ---- | --------------------------- | ------ | ----- | ------ | ------ |
| 1   | Spartak Mosca          | 4 | 4 | 0 | 391 | 296 | +95  | Qualificata alle semifinali |        | —     | 106–92 | 84–66  |
| 2   | Tungsram S.C. Budapest | 4 | 2 | 2 | 356 | 318 | +38  |                             |        | 66–72 | —      | 106–67 |
| 3   | Partizan Galenika      | 4 | 0 | 4 | 278 | 411 | −133 |                             | 72–129 | 73–92 | —      |        |

### Gruppo C
| Pos | Squadra           | G | V | P | PF  | PS  | DP  | Qualificazione              |       | SFR   | LKO   | ZCZ   |
| --- | ----------------- | - | - | - | --- | --- | --- | --------------------------- | ----- | ----- | ----- | ----- |
| 1   | Stade français    | 4 | 3 | 1 | 278 | 261 | +17 | Qualificata alle semifinali |       | —     | 60–59 | 73–67 |
| 2   | Lokomotíva Košice | 4 | 2 | 2 | 273 | 276 | −3  |                             |       | 63–61 | —     | 89–73 |
| 3   | ŽKK Crvena zvezda | 4 | 1 | 3 | 294 | 308 | −14 |                             | 72–84 | 82–62 | —     |       |

### Gruppo D
| Pos | Squadra           | G | V | P | PF  | PS  | DP  | Qualificazione              |       | VIL   | SSR   | LMU   |
| --- | ----------------- | - | - | - | --- | --- | --- | --------------------------- | ----- | ----- | ----- | ----- |
| 1   | A.S. Villeurbanne | 4 | 3 | 1 | 273 | 236 | +37 | Qualificata alle semifinali |       | —     | 62–53 | 87–69 |
| 2   | SS Canon Roma     | 4 | 2 | 2 | 276 | 266 | +10 |                             |       | 55–52 | —     | 78–61 |
| 3   | Lotus München     | 4 | 1 | 3 | 280 | 327 | −47 |                             | 59–72 | 91–90 | —     |       |

## Semifinali
| Squadra 1         | Totale  | Squadra 2     | Andata  | Ritorno |
| ----------------- | ------- | ------------- | ------- | ------- |
| Stade français    | 148-164 | Spartak Mosca | 65 - 72 | 83 - 92 |
| A.S. Villeurbanne | 133-138 | BSE Esma      | 72 - 73 | 61 - 65 |

## Finali
| Mestre 17 marzo 1983 Gara unica | Spartak Mosca | 81 – 83 (d.2t.s.) (38-39, 70-70, 77-77) referto | Budapest S.E. |  |